# Gempol (Rejoso)
Gempol is een bestuurslaag in het regentschap Nganjuk van de provincie Oost-Java, Indonesië. Gempol telt 1813 inwoners (volkstelling 2010).